# Vivo Y30
vivo Y30 是vivo于2020年10月发布的一款智能手机，属于vivoY系列。该机型屏幕采用水滴屏设计、四摄镜头（后三）、支持快速充电，拥有水漾蓝、晨曦白、曜石黑三种颜色款式可选择。